# Mars superliga 2001/02
Die Mars superliga 2001/02 war die neunte Spielzeit der höchsten Spielklasse im Fußball der Männer in der Slowakei. Die Saison begann am 14. Juli 2001 und endete am 8. Juni 2002. Titelverteidiger war Inter Slovnaft Bratislava.

## Modus
Zehn Vereine spielten viermal gegeneinander, zweimal zu Hause und zweimal auswärts. Jedes Team absolvierte 36 Spiele. Der MŠK Žilina wurde erstmals Meister. 1. FC Tatran Prešov ist abgestiegen, da sie im direkten Vergleich zum 1. FC Košice unterlegen waren.

## Vereine
| Verein                    | Stadt             | Stadion                           | Kapazität |
| ------------------------- | ----------------- | --------------------------------- | --------- |
| ŠK Slovan Bratislava      | Bratislava        | Štadión Pasienky                  | 13.000    |
| Inter Slovnaft Bratislava | Bratislava        | Štadión Pasienky                  | 13.000    |
| FC Artmedia Petržalka     | Bratislava        | Štadión Petržalka                 | 07.100    |
| MFK Ružomberok            | Ružomberok        | Štadión MFK Ružomberok            | 04.876    |
| 1. FC Košice              | Košice            | Všešportový areál                 | 30.312    |
| FK ZTS Dubnica            | Dubnica nad Váhom | Mestský štadión Dubnica nad Váhom | 05.450    |
| Ozeta Dukla Trenčín       | Trenčín           | Štadión na Sihoti                 | 04.300    |
| 1. FC Tatran Prešov       | Prešov            | Štadión Tatran                    | 05.410    |
| ŠK Matador Púchov         | Púchov            | Mestský štadión Púchov            | 06.000    |
| MŠK Žilina                | Žilina            | Štadión pod Dubňom                | 11.200    |

## Abschlusstabelle
| Pl. | Verein                           | Sp. | S  | U  | N  | Tore    | Diff. | Punkte |
| --- | -------------------------------- | --- | -- | -- | -- | ------- | ----- | ------ |
| 1.  | MŠK Žilina                       | 36  | 21 | 6  | 9  | 062:370 | +25   | 69     |
| 2.  | ŠK Matador Púchov                | 36  | 18 | 8  | 10 | 048:330 | +15   | 62     |
| 3.  | Inter Slovnaft Bratislava (M, P) | 36  | 16 | 8  | 12 | 053:390 | +14   | 56     |
| 4.  | MFK SCP Ružomberok               | 36  | 15 | 9  | 12 | 049:410 | +8    | 54     |
| 5.  | Ozeta Dukla Trenčín              | 36  | 15 | 9  | 12 | 045:430 | +2    | 54     |
| 6.  | ŠK Slovan Bratislava             | 36  | 14 | 9  | 13 | 042:390 | +3    | 51     |
| 7.  | FC Artmedia Petržalka            | 36  | 11 | 14 | 11 | 051:450 | +6    | 47     |
| 8.  | FK ZTS Dubnica (N)               | 36  | 9  | 11 | 16 | 038:480 | −10   | 38     |
| 9.  | 1. FC Košice                     | 36  | 6  | 13 | 17 | 030:620 | −32   | 31     |
| 10. | 1. FC Tatran Prešov              | 36  | 8  | 7  | 21 | 035:660 | −31   | 31     |

Platzierungskriterien: 1. Punkte – 2. Tordifferenz – 3. geschossene Tore
(für UEFA-Wettbewerbe und Abstieg: 1. Punkte – 2. direkter Vergleich)
| (M) | amtierender slowakischer Meister     |
| (P) | amtierender slowakischer Pokalsieger |
| (N) | Aufsteiger aus der 2. Liga           |

## Kreuztabelle
| Hinrunde (Runden 1–18) | Hinrunde (Runden 1–18) | Hinrunde (Runden 1–18) | Hinrunde (Runden 1–18) | Hinrunde (Runden 1–18) | Hinrunde (Runden 1–18) | Hinrunde (Runden 1–18) | Hinrunde (Runden 1–18) | Hinrunde (Runden 1–18) | Hinrunde (Runden 1–18) | 2001/02               | Rückrunde (Runden 19–36) | Rückrunde (Runden 19–36) | Rückrunde (Runden 19–36) | Rückrunde (Runden 19–36) | Rückrunde (Runden 19–36) | Rückrunde (Runden 19–36) | Rückrunde (Runden 19–36) | Rückrunde (Runden 19–36) | Rückrunde (Runden 19–36) | Rückrunde (Runden 19–36) |
| ---------------------- | ---------------------- | ---------------------- | ---------------------- | ---------------------- | ---------------------- | ---------------------- | ---------------------- | ---------------------- | ---------------------- | --------------------- | ------------------------ | ------------------------ | ------------------------ | ------------------------ | ------------------------ | ------------------------ | ------------------------ | ------------------------ | ------------------------ | ------------------------ |
| MŠK Žilina             | FK Matador Púchov      | FK Inter Bratislava    | MFK Ružomberok         | Ozeta Dukla Trenčín    | ŠK Slovan Bratislava   | FC Artmedia Petržalka  | FK ZTS Dubnica         |                        | 1. FC Košice           | Verein                | MŠK Žilina               | FK Matador Púchov        | FK Inter Bratislava      | MFK Ružomberok           | Ozeta Dukla Trenčín      | ŠK Slovan Bratislava     | FC Artmedia Petržalka    | FK ZTS Dubnica           |                          | 1. FC Košice             |
|                        | 0:1                    | 1:1                    | 2:0                    | 3:2                    | 0:0                    | 2:1                    | 2:0                    | 2:1                    | 2:0                    | MŠK Žilina            |                          | 0:2                      | 2:4                      | 3:1                      | 1:0                      | 1:0                      | 2:1                      | 1:0                      | 6:0                      | 3:2                      |
| 2:1                    |                        | 2:1                    | 1:2                    | 4:0                    | 1:1                    | 1:1                    | 1:1                    | 1:1                    | 4:1                    | FK Matador Púchov     | 1:1                      |                          | 1:0                      | 1:0                      | 0:2                      | 3:1                      | 2:0                      | 1:0                      | 2:0                      | 1:0                      |
| 1:3                    | 2:0                    |                        | 2:1                    | 3:0                    | 0:0                    | 0:0                    | 2:0                    | 3:1                    | 3:1                    | FK Inter Bratislava   | 2:0                      | 0:1                      |                          | 2:3                      | 0:2                      | 0:2                      | 1:2                      | 1:2                      | 3:0                      | 2:0                      |
| 2:0                    | 1:1                    | 1:2                    |                        | 4:1                    | 2:1                    | 0:1                    | 5:0                    | 2:0                    | 1:1                    | MFK Ružomberok        | 0:0                      | 1:0                      | 1:2                      |                          | 2:1                      | 1:0                      | 4:2                      | 1:0                      | 0:0                      | 0:0                      |
| 2:0                    | 0:2                    | 0:0                    | 1:1                    |                        | 2:0                    | 1:1                    | 2:1                    | 1:0                    | 3:0                    | Ozeta Dukla Trenčín   | 0:1                      | 1:2                      | 2:1                      | 3:1                      |                          | 1:0                      | 0:0                      | 0:0                      | 2:2                      | 0:1                      |
| 2:3                    | 1:0                    | 1:1                    | 2:2                    | 2:0                    |                        | 0:2                    | 2:0                    | 3:2                    | 2:0                    | ŠK Slovan Bratislava  | 2:1                      | 3:0                      | 1:2                      | 1:0                      | 0:1                      |                          | 1:0                      | 0:3                      | 2:0                      | 3:1                      |
| 1:4                    | 1:0                    | 2:2                    | 3:2                    | 1:1                    | 6:3                    |                        | 3:0                    | 5:1                    | 6:1                    | FC Artmedia Petržalka | 1:1 1                    | 0:3                      | 0:3                      | 1:2                      | 1:1                      | 1:1                      |                          | 1:1                      | 3:0                      | 1:1                      |
| 2:2                    | 0:0                    | 1:1                    | 0:1                    | 2:4                    | 0:1                    | 2:3                    |                        | 1:2                    | 1:1                    | FK ZTS Dubnica        | 0:1                      | 4:1                      | 1:0                      | 2:1                      | 1:1                      | 1:1                      | 1:0                      |                          | 3:2                      | 1:0                      |
| 0:1                    | 0:3                    | 2:4                    | 0:1                    | 3:0                    | 1:0                    | 0:0                    | 2:2                    |                        | 1:1                    | 1. FC Tatran Prešov   | 3:2                      | 2:1                      | 0:1                      | 2:0                      | 1:3                      | 0:2                      | 1:0                      | 1:1                      |                          | 2:1                      |
| 0:4                    | 2:0                    | 1:1                    | 0:0                    | 2:4                    | 0:0                    | 0:0                    | 0:4                    | 2:1                    |                        | 1. FC Košice          | 0:4                      | 2:2                      | 2:0                      | 3:3                      | 0:1                      | 1:1                      | 0:0                      | 1:0                      | 2:1                      |                          |

## Torschützenliste
| Pl. | Nat.     | Spieler        | Verein                | Tore |
| --- | -------- | -------------- | --------------------- | ---- |
| 1   | Slowakei | Marek Mintál   | MŠK Žilina            | 21   |
| 2   | Slowakei | Ľuboš Perniš   | FK Matador Púchov     | 15   |
| 3   | Slowakei | Róbert Vittek  | ŠK Slovan Bratislava  | 14   |
| 4   | Slowakei | Henrich Benčík | FC Artmedia Petržalka | 12   |
| 5   | Slowakei | Miroslav Nemec | MŠK Žilina            | 10   |